# Establishment
Na sociologia e na ciência política, o termo "establishment" descreve o grupo social dominante, a elite que controla uma política, uma organização ou uma instituição. Na práxis do poder, o establishment geralmente é uma elite fechada e autosselecionada entrincheirada em instituições específicas — portanto, uma classe social relativamente pequena pode exercer todo o controle sócio-político.
Em 1955, o jornalista Henry Fairlie popularizou o uso contemporâneo do termo establishment para denotar a rede de pessoas socialmente proeminentes e politicamente importantes:
Por ‘establishment’ não quero dizer apenas os centros do poder oficial — embora certamente façam parte dele — mas sim toda a matriz de relações oficiais e sociais dentro das quais o poder é exercido. O exercício do poder na Grã-Bretanha (mais especificamente, na Inglaterra) não pode ser entendido a menos que se reconheça que é exercido socialmente.
Consequentemente, o termo establishment tornou-se de uso comum na imprensa de Londres; O Oxford English Dictionary cita a coluna de Fairlie originando os usos britânicos do termo establishment, como na igreja estabelecida denotando a oficial Igreja Anglicana. Além disso, no jargão sociológico, um estranho é a pessoa que não é membro do establishment.

## Austrália
O termo establishment é freqüentemente usado na Austrália para se referir aos principais partidos políticos e também aos poderes por trás desses partidos. No livro, Anti-political Establishment Parties: A Comparative Analysis de Amir Abedi (2004), Amir Abedi refere-se ao Partido Trabalhista e aos Partidos de Coalizão (o Partido Liberal e o Partido Nacional/País) como partidos do establishment.

## Hong Kong
O termo também é usado na política de Hong Kong, onde partidos políticos, grupos comunitários, câmaras de comércio, sindicatos e indivíduos que cooperam e são leais ao Partido Comunista da China e ao governo de Hong Kong pós-transferência são rotulados (na maioria das vezes autodenominada) "pró-Pequim" ou "pró-establishment". O termo apareceu pela primeira vez em 2004.

## Irlanda
O termo "Irlanda oficial" é comumente usado na República da Irlanda para denotar a mídia, o establishment cultural e religioso.

## Reino Unido
O Reino Unido tem numerosos grupos entrincheirados que são considerados formadores do establishment: estes incluem a família real, a aristocracia, a pequena nobreza, o conselho privado, altos funcionários públicos, advogados, acadêmicos, clérigos da Igreja da Inglaterra, financistas, industriais, forças armadas e outros profissionais.

## Estados Unidos

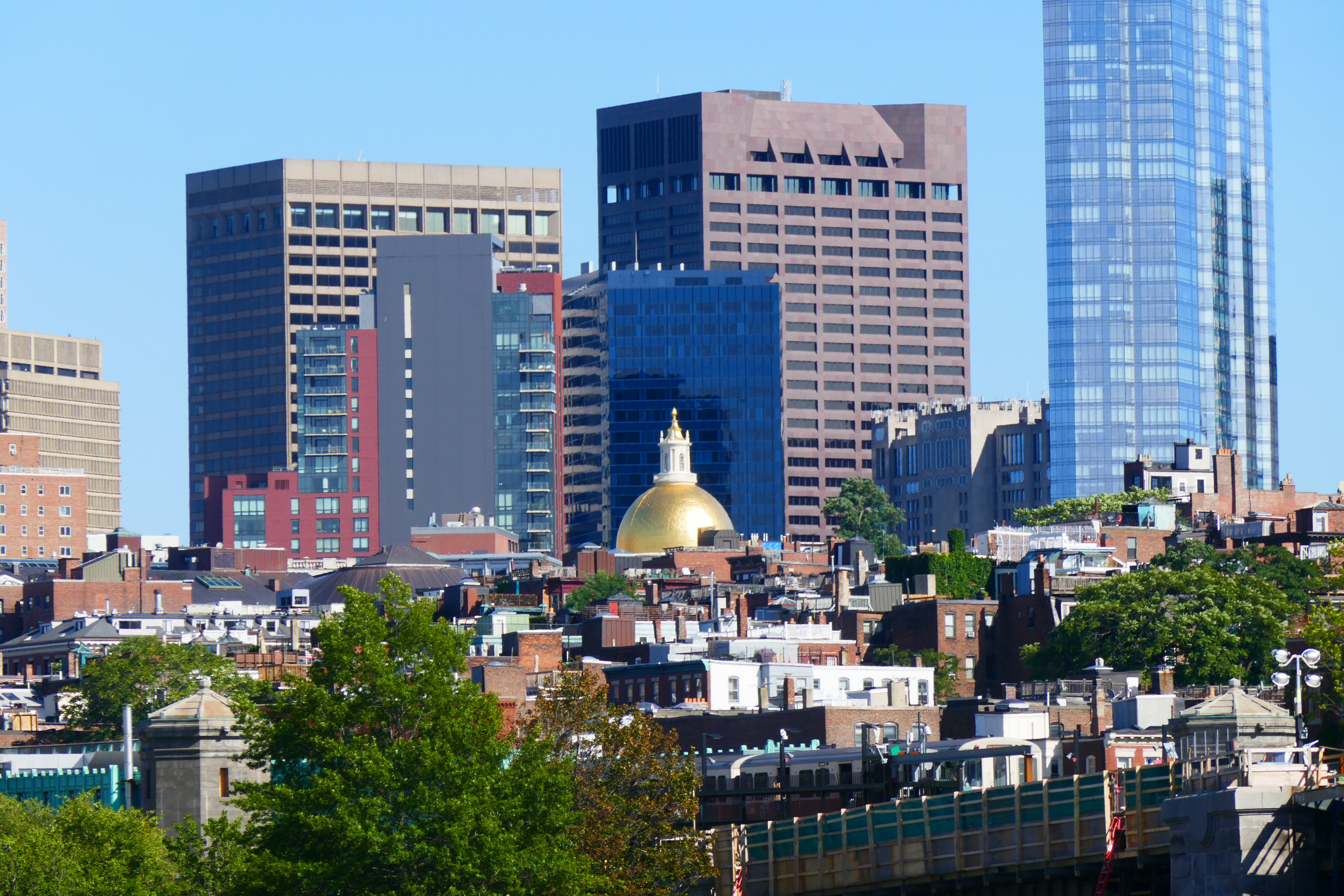
Beacon Hill, um proeminente bairro brâmane de Boston.

Nos Estados Unidos, o termo establishment normalmente se refere ao sistema político bipartidário, no qual o Partido Republicano e o Partido Democrata geralmente são vistos como iguais em suas políticas antitrabalhistas, políticas pró-federais e defesa de interesses corporativos. O uso refere-se à cunhagem original do termo establishment em 1955, referindo-se à intrincada matriz de poder e conexões entre corporações, políticos, agências governamentais e alguns grupos sociais.
O establishment também se referia aos protestantes anglo-saxões brancos (WASPs), que constituíam a maioria das elites sociais que dominaram a sociedade, a cultura e a política americanas durante a maior parte da história dos Estados Unidos, desfrutando de vantagens na educação, direitos de voto e propriedade da terra. Na década de 1950, a Nova Esquerda criticou a hegemonia dos WASPs na sociedade americana. Algumas famílias americanas proeminentes mantiveram uma riqueza desproporcional e exerceram poder político desproporcional ao longo das décadas. Especialistas falam sobre o que C. Wright Mills chamou de "elite do poder", e sobre comunidades de liderança em áreas políticas como a política externa. Muitas dessas famílias costumam ter laços com cidades mais antigas da Costa Leste, como Boston, Nova Iorque, Filadélfia e Newport, Rhode Island. Um desses grupos de famílias de elite interconectadas é o dos brâmanes de Boston. Muitos no estabelecimento da Costa Leste têm laços com faculdades da Ivy League e escolas preparatórias na Nova Inglaterra e no Nordeste. No sul dos Estados Unidos, as primeiras famílias da Virgínia são um exemplo do establishment.
Tradicionalmente, as famílias de WASPs e protestantes têm sido associadas a denominações episcopais (ou anglicanas), presbiterianas, metodistas unidas, congregacionalistas e outras denominações protestantes tradicionais. De acordo com o Pew Research Center a Igreja Episcopal "muitas vezes tem sido vista como a instituição religiosa mais intimamente associada ao estabelecimento americano, produzindo muitos dos líderes mais importantes da nação na política e nos negócios."